# Bericht über die Restitution afrikanischer Kulturgüter
Der Bericht über die Restitution afrikanischer Kulturgüter (französisch: Rapport sur la restitution du patrimoine culturel africain) an den französischen Präsidenten Emmanuel Macron ist ein Bericht des senegalesischen Schriftstellers und Wirtschaftswissenschaftlers Felwine Sarr sowie der französischen Kunsthistorikerin Bénédicte Savoy über den Kontext und die Modalitäten der Restitution von afrikanischem Kulturerbe aus den öffentlichen Museen und Sammlungen in Frankreich. Dieser Bericht wurde im französischen Original im November 2018 sowie sechs Monate später in gekürzter und überarbeiteter Fassung auf Deutsch veröffentlicht und löste seither zahlreiche Stellungnahmen in der entsprechenden internationalen Diskussion aus.
Nach einer „Grundsatzrede“ Macrons im November 2017 zur Politik Frankreichs in Bezug auf Subsahara-Afrika an der Universität von Ouagadougou, Burkina Faso, beauftragte der französische Präsident die beiden Wissenschaftler, die Voraussetzungen, den Sachstand sowie einen Plan für die anschließenden Schritte für eine solche Restitution auszuarbeiten. Seine Motivation zu einer grundlegenden Neuorientierung der Afrikapolitik Frankreichs drückte er mit folgenden Worten aus:

„Ich gehöre einer Generation von Franzosen an, für die die Verbrechen der europäischen Kolonialisierung unbestreitbar und Teil unserer Geschichte sind.“

Zum ersten Mal anerkannten damit ein französischer Präsident und seine Regierung ein moralisches Recht auf Restitution von Kulturgütern, die bisher aufgrund entsprechender Gesetze als unveräußerbares Eigentum des französischen Staates gelten. Einerseits kündigte Macron bzw. der Bericht damit entsprechende Maßnahmen für die staatlichen Sammlungen in Frankreich an, und andererseits erwuchsen daraus konkrete Erwartungen afrikanischer Länder auf die Restitution ihres Kulturerbes.
Im Jahr 2020 wurden Bénédicte Savoy und Felwine Sarr mit dem dritten Platz in der jährlichen Rangliste der „einflussreichsten Personen der internationalen Kunstwelt“ der Zeitschrift ArtReview ausgezeichnet, und das Time Magazine zählte sie zu den „100 einflussreichsten Menschen des Jahres 2021“.

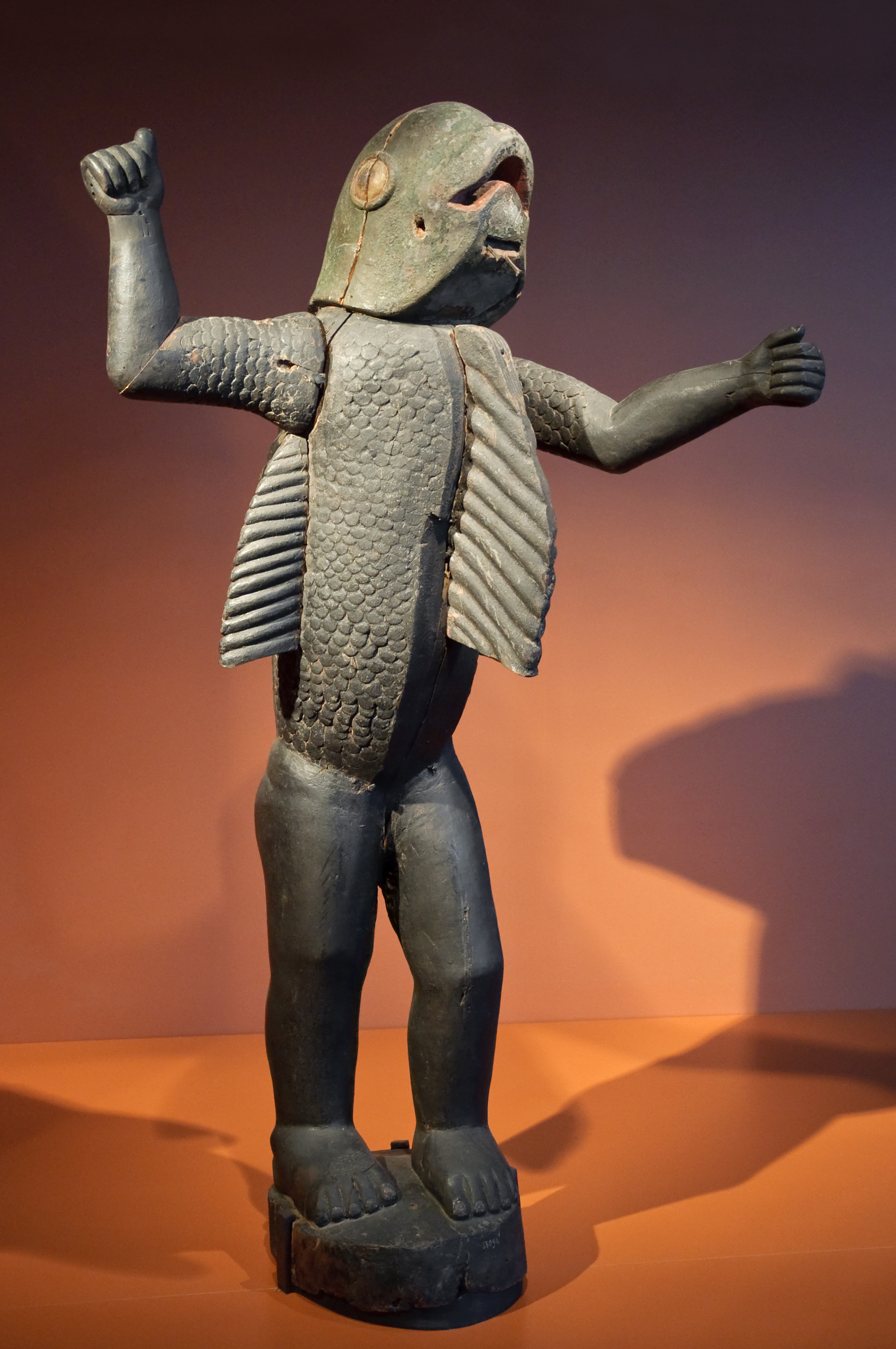
Zoomorphe Darstellung von König Behanzin aus dem historischen Königreich Dahomey im Musée du quai Branly vor der Restitution an die Republik Benin im November 2021

## Die Autoren und ihr Auftrag
Der senegalesische Schriftsteller, Musiker und Wirtschaftswissenschaftler Felwine Sarr wurde international vor allem durch sein Manifest Afrotopia bekannt. Darin widmete er sich mittels postkolonialer Theorien der Dekolonisation Afrikas und sprach sich für eine Wiederaneignung von „afrikanischen Zukunftsmetaphern“ aus. Bei der Entwicklung afrikanischer Demokratien dürfe es nicht darum gehen, die Geschichte des Westens zu reproduzieren, vielmehr müsse sich Afrika über eine Synthese von traditionellen und zeitgenössischen Organisationsformen neu erfinden. Zusammen mit dem kamerunischen Politikwissenschaftler Achille Mbembe gründete Sarr im Oktober 2016 die Ateliers de la Pensée, eine Vereinigung von rund dreißig Wissenschaftlern und Künstlern mit dem Ziel, einen Raum für intellektuelle Debatten in Afrika zu schaffen.
Die französische Kunsthistorikerin Bénédicte Savoy lehrt Kunstgeschichte an der TU Berlin und ist gleichzeitig Professorin am Collège de France in Paris. 2016 erhielt sie den Gottfried Wilhelm Leibniz-Preis der Deutschen Forschungsgemeinschaft. Savoy gilt international als Expertin für die widerrechtlich Aneignung von Kulturgütern bzw. des Kunstraubs, insbesondere aus ehemaligen Kolonien in europäischen Museen. Bis zu ihrem Austritt im Jahr 2017 war sie auch Mitglied des Beirats des Humboldt-Forums.
Da sie seit Jahren in Berlin lebt und arbeitet, gilt sie auch als Expertin für die Situation der Restitution afrikanischen Kulturguts in Deutschland und beteiligt sich aktiv an der Forschung sowie öffentlichen Diskussionen dazu.

„Das afrikanische Erbe darf nicht Gefangener europäischer Museen sein.“

In seinem offiziellen Auftrag, der in der französischen Fassung des Berichts als „Document 1. Lettres de mission“ abgedruckt ist, hatte Macron die beiden Autoren instruiert, Gespräche und Arbeitssitzungen mit verschiedenen Interessengruppen in Afrika sowie Frankreich durchzuführen und dabei auch die vorliegende Forschung über die koloniale Geschichte afrikanischen Kulturguts einzubeziehen. Weiterhin erbat Macron konkrete Vorschläge und einen Zeitplan mit Aktionen zur Rückgabe von Kulturgütern. Durch seine explizite Vorgabe „Der Dialog und die Partizipation müssen alle Etappen dieser Arbeiten begleiten.“ kennzeichnete Macrons Auftrag nicht nur die erwünschte Arbeitsweise, sondern öffnete auch gleichzeitig die Tür für öffentliche Diskussionen über seine neue Kulturpolitik sowie den entstehenden Bericht. Durch die grundlegenden Forderungen nach einer Neuorientierung und die Rückgabe wichtiger Kulturgüter der französischen Initiative wurden seither zahlreiche internationale Diskussionen ausgelöst.

## Die Inhalte des Berichts
Im einleitenden Kapitel mit der Überschrift Die lange Dauer der Verluste wird die Geschichte des afrikanischen Kulturerbes im Kontext der europäischen Kolonialisation beschrieben. Zentrale Themen sind hier die Aneignung fremder Kulturgüter als Verbrechen gegen die Völker, Kriegsbeute und Legalität der Erbeutung, Museen und Wissenschaft als Nachkommen eines Zeitalters der Gewalt, kulturpolitische Aspekte und die Weigerung europäischer Sammlungen, afrikanisches Kulturgut zu restituieren, nachdem dieses Kulturerbe seit teilweise mehr als fünfzig Jahren zurückgefordert wurde. Die Mobilisierung der öffentlichen Meinung seit Anfang der 2010er Jahre wertet der Bericht schließlich als einen der wichtigsten Beweggründe für das überfällige Umdenken in Afrika und Europa. Die Autoren verstehen ihren Bericht somit nicht zuletzt als kulturpolitischen Aufruf für zeitnahe Restitutionen und ein neues Verhältnis der verantwortlichen Personen und Institutionen im Sinne einer europäischen Kulturpolitik gegenüber Afrika auf der Basis gegenseitiger Anerkennung.
Nach dieser kurzen Geschichte des kolonialen Kunstraubs aus Afrika folgen drei weitere Kapitel zu zentralen Aspekten der Aufgaben, die mit einer möglichst zeitnahen Restitution verbunden sind: Restituieren, Restituieren und Sammlungsgeschichte sowie Restitutionen begleiten. Im Anhang des Berichts werden schließlich die Methoden und Schritte beschrieben, mit denen die Autoren vorgingen, gefolgt von entsprechenden Dokumenten, Schaubildern und Zahlen zu den Beständen und der Geschichte der Sammlungen in Frankreich sowie Informationen zu den Museen in Afrika. – Aufgrund seiner umfangreichen Bestände von ca. 70.000 Objekten kommt dabei dem Musée du quai Branly in Paris eine besondere Stellung zu. Den Abschluss bilden Fotos sowie detaillierte Informationen zu 30 herausragenden Objekten in diesem Museum, die für eine künftige Restitution als vorrangig erachtet werden.
Ungeachtet der Ankündigung des französischen Präsidenten einer zeitnahen Restitution sind jedoch die juristischen Voraussetzungen keineswegs geklärt. Denn in Frankreich gelten alle öffentlichen Güter, also auch die Bestände von staatlichen Sammlungen, Museen oder anderen Kulturinstitutionen, als unveräußerliches Staatsvermögen. Anders als einige Reaktionen auf den Bericht befürchten, schlägt er auch keineswegs eine pauschale Rückgabe aller afrikanischen Kulturgüter aus Frankreich vor. Vielmehr empfiehlt er, dass über die Restitution bedeutender Stücke aufgrund der Vorschläge afrikanischer Fachleute zunächst bilaterale, diplomatische Vereinbarungen getroffen werden. Grundsätzlich plädieren die Autoren allerdings für eine permanente Restitution der unrechtmäßig erworbenen Kulturgüter. Sie lehnen damit explizit die von Macron erwähnte und von manchen Museumskuratoren vorgeschlagene temporäre Rückgabe (circulation) ab. Welcher Art die künftigen Restitutionen beschaffen sein werden, hängt nicht zuletzt auch von einer entsprechenden Neufassung der juristischen Grundlagen ab, wie sie der Bericht vorschlägt.
Darüber hinaus nennt der Bericht folgende wichtige Maßnahmen für eine umfassende Neuorientierung der kulturellen Beziehungen: Erst durch eine wertschätzende, internationale Zusammenarbeit, durch Zugang zu den Forschungsergebnissen, Archiven und Dokumentationen auch für Interessenten in Afrika oder in der afrikanischen Diaspora kann laut Sarr und Savoy die historische Kluft zwischen dem Wissen über die einzelnen Sammlungsbestände und der Erforschung afrikanischer Kultur auf beiden Seiten abgebaut werden. Hierzu gehören insbesondere die gemeinsame Forschung und Fortbildung durch die beteiligten Museen, der Austausch temporärer Ausstellungen – auch zwischen afrikanischen Ländern – sowie die materielle Unterstützung entsprechender Netzwerke oder Infrastrukturen für die Museen in Afrika und der dafür tätigen Fachleute. Damit das kulturelle Erbe Afrikas in seinen Museen auch jüngere Generationen erreicht, empfehlen die Autoren wirksame Bildungsinitiativen.

## Hintergrund

### Die Voraussetzungen für die Restitution afrikanischer Kulturgüter
Die im Vordergrund des Berichts stehenden Kulturgüter betreffen in erster Linie zwar materielles Kulturgut, also Gegenstände in den Sammlungen außerhalb von Afrika. Da jedoch die Information über die Bestände dieser Sammlungen und ihre wissenschaftliche Erforschung einen zentralen Schritt für eine Zusammenarbeit zwischen Fachleuten in Afrika und in den westlichen Sammlungen darstellt, umfasst die Forderung nach umfassender und frei zugänglicher Information auch immaterielles Kulturerbe wie z. B. die Beschreibung der ursprünglichen Verwendungskontexte von kulturellen Gegenständen in sozialen, religiösen oder literarischen Zusammenhängen. Zu dieser umfassenden Information über die Gegenstände und der Frage, unter welchen Umständen sie von wem nach Europa verbracht wurden, gehört auch die Provenienzforschung. Diese in Bezug auf Afrika relativ neue Aufgabe der Kulturwissenschaft bezieht sowohl historische, ethnologische als auch juristische Aspekte ein. Denn wie einige Fachleute für Sammlungen afrikanischer Kunst betonen, wurden Kulturgüter außer in den überwiegenden Fällen von kolonialer Raubkunst auch durch Kaufverträge, Schenkungen oder andere juristisch und moralisch weniger bedenkliche Weise erworben.
Sobald jedoch Vertreter afrikanischer Länder offizielle Anträge stellen und diplomatische Vereinbarungen zwischen den betroffenen afrikanischen Regierungen und Frankreich geschlossen werden können, sollen die betreffenden Kulturgüter nach Willen der Autoren unverzüglich an die Nachkommen der Menschen zurückgegeben werden, die sie geschaffen haben. Damit diese Schritte nicht nur von den diplomatischen Bemühungen afrikanischer Länder abhängen, empfiehlt der Bericht, dass französische (und implizit auch andere) Fachleute eine aktive Rolle einnehmen und auf ihre Kollegen in Afrika zugehen.

### Der historische, kulturpolitische und geopolitische Kontext
Auch wenn sich der Bericht von Sarr und Savoy sowie die begleitenden Debatten auf die Restitution von kulturellem Erbe aus Afrika beziehen, steht die Ankündigung Macrons im Rahmen seiner ersten Reise nach Afrika als französischer Präsident im weiteren Kontext der Geschichte, Gegenwart und Zukunft französischer bzw. europäischer Afrikapolitik. Angesichts der zunehmenden politischen Emanzipation einiger afrikanischen Länder von Frankreich, wie zum Beispiel Ruanda, sowie des wachsenden Einflusses von China in Afrika ist der französischen Außenpolitik vor allem daran gelegen, die Anbindung afrikanischer Länder an Frankreich bzw. die frankophone Welt auch künftig beizubehalten bzw. zu entwickeln.
Schließlich betreffen die Diskussion und vor allem die moralische Rechtfertigung der geplanten Restitutionen beispielhaft die Aufarbeitung der Geschichte des europäischen Kolonialismus in Afrika. Diese historische Aufarbeitung verläuft zwar aufgrund der spezifischen Unterschiede in Frankreich, Großbritannien, oder Belgien teilweise anders als in Deutschland. Da es sich jedoch nach Einschätzung des Berichts um kolonialen Kunstraub und das kulturelle Verhältnis europäischer Gesellschaften gegenüber Afrika handelt, stellt die Restitutionsdebatte einen zentralen Beitrag zur „Dekolonisierung“ dieser Verhältnisse dar.

„Hinter der Maske des Schönen lädt die Restitutionsfrage allerdings dazu ein, bis ins Herz eines Aneignungs- und Entfremdungssystems, des Kolonialsystems, vorzustoßen, als dessen öffentliche Archive bestimmte europäische Museen heute unwillentlich fungieren.“

## Diskussionen und Kontroversen in Frankreich
Schon vor der Veröffentlichung des Berichts rief Macrons Ankündigung in Frankreich sowohl zustimmende, aber auch kritische oder gar ablehnende Kommentare hervor. So sprach sich zum Beispiel Stéphane Martin, der damalige Präsident des Musée du quai Branly, der in die Recherchen von Sarr und Savoy einbezogen war, gegen endgültige Rückgaben aus. Stattdessen sollten nach Meinung auch anderer Kuratoren künftig verstärkt temporäre Ausstellungen afrikanischen Kulturerbes an wechselnden Orten in Zusammenarbeit der europäischen und afrikanischen Museen stattfinden.
Am 17. Dezember 2020 trat ein neues Gesetz in Kraft, das die dauerhafte Rückgabe von einigen Kulturgütern aus französischen Sammlungen an die Republiken Benin und Senegal ermöglicht. Bereits im November 2019 hatte der damalige französische Ministerpräsident Édouard Philippe dem Musée des Civilisations Noires in Dakar einen historischen Säbel überreicht, der dem Widerstandskämpfer Hadj Omar Saïdou Tall gehört haben soll, der in den 1850er Jahren gegen französische Kolonialisten kämpfte. Dieser symbolische Gegenstand sowie die 26 afrikanischen Skulpturen, die 1892 bei der Einnahme des Palasts von Abomey von französischen Truppen geplündert und vom französischen Oberst Alfred Dodds einem Vorgänger des Musée du quai Branly gestiftet wurden, stellen die ersten dauerhaften Restitutionen nach dem neuen Gesetz dar. Da das bestehende Museum auf dem Gelände der damaligen Königspalastes in Abomey für die angekündigte Restitution von Kunstwerken jedoch modernen Erfordernissen nicht genügt, sagte Frankreich im Juli 2019 einen Kredit für die Baukosten einer neuen Museumsanlage zu.

## Die Situation kunsthistorischer Sammlungen in Afrika
Nachdem afrikanische Staaten wie Nigeria, Benin oder Namibia seit mehreren Jahrzehnten Anträge auf Restitution an Frankreich, Großbritannien oder auch Deutschland gestellt hatten, sind aus Afrika vor allem positive Stellungnahmen und hohe Erwartungen als Reaktion auf den Bericht von Sarr und Savoy zu beobachten. Erneute Anträge auf Restitution, zum Beispiel aus Mali und Nigeria, wurden bereits von binationalen Kommissionen vorbereitet.
Vom 5. bis zum 7. Juli 2019 fand in Benin City, Nigeria, ein erneutes Treffen der "Benin Dialogue Group" statt, an dem Museen aus Deutschland, dem Vereinigten Königreich, den Niederlanden, Österreich und Schweden mit nigerianischen Partnern und Vertretern des Königshofs von Benin zusammenarbeiten. Neben regelmäßigem fachlichen Austausch ist die Errichtung eines künftigen Museums für die berühmten Reliefs und Skulpturen aus dem von der britischen Armee 1897 zerstörten Königspalast im damaligen Benin geplant.
Andererseits reagierten einige afrikanische Kuratoren auch kritisch auf die europäischen Initiativen in Bezug auf Rückgaben. So äußerte Flower Manase, Kuratorin am Nationalmuseum in Daressalaam, dass zunächst die afrikanischen Fachleute befragt werden müssen. Denn schon angesichts der großen Zahl von Kulturgütern und der mangelhaften Ausstattung von einheimischen Museen seien Restitutionen nicht immer prioritär. Andere afrikanische Kulturwissenschaftler wiesen auf den ethnozentrischen Charakter der Institution von Museen hin, was erkläre, warum diese in Afrika meist wenig Interesse bei einheimischen Besuchern erwecken. Ein weiteres Argument betrifft die Sichtweise von Kulturerbe in modernen, globalisierten Gesellschaften auch in Afrika. Denn schließlich stammten die Objekte aus den Museen ja aus historischen Kulturen mit spirituellen Funktionen, die heute nicht mehr existieren.

„Es ist Zeit, unsere gestohlene Identität zu reparieren. (…) Doch die Masken und Fetische, die jetzt in europäischen Museen lagern – es würde nichts nützen, diese zurückzugeben, weil diese Stücke für die Afrikaner keinen Wert mehr haben. Sie sind leer, tot, entseelt – sie haben ihre ursprüngliche Bedeutung verloren, weil sie aus ihrem Kontext gerissen und damit zu sinnentleerten Objekten werden. Denn es waren keine Kunstobjekte, sondern religiös-rituell-magische Objekte. Nur deshalb waren sie damals so wichtig für die afrikanischen Gesellschaften.“

Derartige Unterschiede im Selbstverständnis und einer nationalen Kulturpolitik in den einzelnen Staaten und Gesellschaften Afrikas hatten Sarr und Savoy jedoch in ihrem Bericht, der sich vor allem auf die frankophonen Länder Westafrikas bezog, durchaus vorausgesehen:

„Den afrikanischen Teilnehmern (an Bemühungen über Restitution) wollen wir raten, die Diskussion in ihren Ländern zu steuern. Beim Museum der schwarzen Zivilisation in Dakar gibt es dafür bereits eine Bühne. Die Infrastrukturen sind in den Ländern zwar verschieden, aber die Museen als Institutionen ähneln sich.“

## Publikationen
- Felwine Sarr, Bénédicte Savoy: Rapport sur la restitution du patrimoine culturel africain. Vers une nouvelle éthique relationnelle. Paris 2018; englische Übersetzung The Restitution of African Cultural Heritage. Toward a New Relational Ethics (Download französisches Original und englische Übersetzung, pdf, http://www.restitutionreport2018.com)
- Deutsche Übersetzung: Zurückgeben. Über die Restitution afrikanischer Kulturgüter. Matthes & Seitz, Berlin 2019, ISBN 978-3-95757-763-4 (eingeschränkte Vorschau in der Google-Buchsuche).